# شیب لغزنده
شیب لغزنده (به انگلیسی: Slippery slope) در منطق، تفکر انتقادی، سخنان سیاسی و رفتار قضایی، استدلالی است که در آن یکی از طرفین ادعا می‌کند که قدمِ اولِ برداشته شده، هر چقدر هم که به نسبت کوچک و کم اهمیت باشد، می‌تواند باعث بروز زنجیره‌ای از اتفاقات شود که در نهایت سبب پیامدی بزرگ (معمولاً منفی) می‌شود. استدلال اصلی در شیب لغزنده این است که یک تصمیم خاص در بحث باعث بروز عواقب ناخواسته می‌شود، قدرت چنین استدلالی به این بستگی دارد که آیا گام‌های کوچک یا کارهای پیش‌بینی شده انجام می‌شوند یا خیر. درستی این استدلال بر اساس اسناد و مدارک سنجیده می‌شود.
این نوع استدلال گاهی برای ترس افکنی استفاده می‌شود که در آن پیامدهای احتمالیِ یک کار مشخص به‌صورت بیش از حد بزرگ نشان داده می‌شود و در صورتی این استدلال می‌تواند درست باشد و اثبات‌پذیری داشته باشد که اقدامات کوچک که می‌توانند به‌صورت قدم‌به‌قدم پیامدی را ایجاد کنند، به صورت سند و مدرک وجودیت داشته باشند.
مفهوم مغالطه‌آمیز «شیب لغزنده» اغلب مترادف با مغالطۀ پیوسته به کار می‌رود، به این معنا که امکان حد وسط را نادیده می‌گیرد. از این دیدگاه، این یک مغالطۀ بی‌قاعده است. در یک مفهوم غیرمغالطه‌آمیز، از جمله استفاده به عنوان یک اصل حقوقی، امکان حد وسط پذیرفته می‌شود و استدلال برای پیش‌بینی نتیجه ارائه می‌شود. اصطلاحات دیگر برای استدلال شیب لغزنده عبارتند از: انتهای/لبه نازک بریده شده، دماغ شتر در چادر، یا اگر به موش کوکی بدهید.

## شیب‌ها، استدلال‌ها و مغالطه‌ها
برخی از نویسندگان بین شیب لغزنده و یک استدلال شیب لغزنده تمایز قائل می‌شوند. یک رویداد شیب لغزنده را می‌توان با مجموعه‌ای از عبارات شرطی نشان داد، یعنی:
اگر p، آنگاه q، اگر q، آنگاه r، اگر r، آنگاه z و ... .
ایده این است که از طریق یک سری مراحل میانی، p به معنای z خواهد داد. برخی از نویسندگان خاطرنشان می‌کنند که نیازی به ضرورت جدی نیست و اگر در هر مرحله، مرحلۀ بعدی قابل قبول باشد، همچنان می‌توان آن را به عنوان یک شیب لغزنده توصیف کرد.
استدلال شیب لغزنده معمولاً یک استدلال منفی است که در آن تلاشی برای منصرف کردن کسی از انجام یک اقدام وجود دارد؛ زیرا اگر این کار را انجام دهد، منجر به نتیجۀ غیرقابل قبولی می‌شود. برخی از نویسندگان اشاره می‌کنند که استدلالی با ساختار یکسان ممکن است به شیوه‌ای مثبت مورد استفاده قرار گیرد که در آن کسی تشویق می‌شود اولین قدم را بردارد؛ زیرا به نتیجه‌‌ای درست و شایسته می‌انجامد.
اگر کسی متهم به استفاده از یک استدلال شیب لغزنده شود، گفته می‌شود که او به دلیل استدلال غلط مجرم است، و در حالی که آن‌ها ادعا می‌کنند که p دلالت بر z دارد، به هر دلیلی، اینطور نیست. در کتاب‌های درسی منطق و تفکر انتقادی، شیب لغزنده و استدلال‌های شیب لغزنده، معمولاً به عنوان نوعی مغالطه مورد بحث قرار می‌گیرند، اگرچه ممکن است تصدیق شود که اشکال غیرمغالطه‌آمیز بودن استدلال نیز می‌تواند وجود داشته باشد.

## نمونه‌های استدلال
نویسندگان مختلف، استدلال‌های شیب لغزنده را به روش‌های مختلف و اغلب متفاوت گروه‌بندی کرده‌اند، اما دو نوع اصلی استدلال وجود دارد که به نام استدلال‌های شیب لغزنده گفته شده‌اند. یک نوع شیب لغزنده، 308  نامیده می‌شود و ویژگی متمایز این نوع، آن است که مراحل مختلف منتهی به p و z، رویدادهایی هستند که هر رویداد علت رویداد بعدی در دنباله را دارد.
نوع دوم را می‌توان شیب لغزندۀ قضاوتی نامید، با این ایده که «شیب» شامل یک سری رویدادها نیست، بلکه به گونه‌ای است که به هر دلیلی، اگر شخصی یک قضاوت خاص را انجام دهد، عقلاً مجبور است قضاوت دیگری انجام دهد. نوع قضاوتی ممکن است بیشتر به شیب‌های لغزندۀ مفهومی و شیب‌های لغزندۀ تصمیمی تقسیم شود.
شیب‌های لغزندۀ تصمیمی، مشابه شیب‌های لغزندۀ مفهومی هستند؛ زیرا متکی به وجود یک پیوست دلایل واضح هستند، به‌طوری که اگر تصمیم بگیرید که یک موقعیت یا مسیر عمل را بپذیرید، چه در حال حاضر و چه در آینده، هیچ منطقی وجود نخواهد داشت.